# Myrmecina pilicornis
Myrmecina pilicornis är en myrart som beskrevs av Smith 1858. Myrmecina pilicornis ingår i släktet Myrmecina och familjen myror. Inga underarter finns listade i Catalogue of Life.